# Fjällig dagglav
Fjällig dagglav (Physconia perisidiosa) är en lavart som först beskrevs av Erichsen, och fick sitt nu gällande namn av Moberg. Fjällig dagglav ingår i släktet Physconia och familjen Physciaceae.  Arten är reproducerande i Sverige. Inga underarter finns listade i Catalogue of Life.